# Григ, Нина

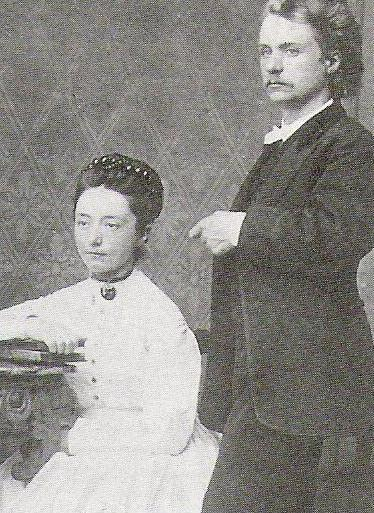
Нина Хагеруп вместе с мужем Эдвардом Григом в период помолвки

Нина Григ, урождённая Хагеруп (норв. Nina Hagerup Grieg; 24 ноября 1845, Берген — 9 декабря 1935, Берген) — датско-норвежская певица, лирическое сопрано. Двоюродная сестра и, с 1867 года, жена норвежского композитора Эдварда Грига.
Скончалась 9 декабря 1935 года в Бергене, спустя 28 лет после смерти своего мужа. Её тело также кремировано, а останки захоронены в урне недалеко от «Тролльхаугена».